# Togo i olympiska sommarspelen 2016
Togo deltog med fem deltagare vid de olympiska sommarspelen 2016 i Rio de Janeiro. Ingen av landets deltagare erövrade någon medalj.

## Friidrott
Förkortningar
- Notera– Placeringar avser endast det specifika heatet.
- Q = Tog sig vidare till nästa omgång
- q = Tog sig vidare till nästa omgång som den snabbaste förloraren eller, i fältgrenarna, genom placering utan att nå kvalgränsen
- NR = Nationellt rekord
- N/A = Omgången fanns inte i grenen
- Bye = Idrottaren behövde inte tävla i omgången

Bana och väg
| Fabrice Dabla | Herrarnas 200 meter | 21,36 | 7 | i.u.             | i.u.             | Gick inte vidare | Gick inte vidare | Gick inte vidare | Gick inte vidare |
| Prénam Pesse  | Damernas 100 meter  | 12,38 | 4 | Gick inte vidare | Gick inte vidare | Gick inte vidare | Gick inte vidare | Gick inte vidare | Gick inte vidare |

## Rodd
| Roddare         | Gren                   | Heat    | Heat      | Återkval | Återkval  | Kvartsfinal | Kvartsfinal | Semifinal | Semifinal | Final   | Final     |
| Roddare         | Gren                   | Tid     | Placering | Tid      | Placering | Tid         | Placering   | Tid       | Placering | Tid     | Placering |
| --------------- | ---------------------- | ------- | --------- | -------- | --------- | ----------- | ----------- | --------- | --------- | ------- | --------- |
| Claire Akossiwa | Damernas singelsculler | 9:56,43 | 5 R       | 9:04,76  | 4 SE/F    | Bye         | Bye         | 9:25,60   | 4 FF      | 9:54,54 | 32        |

## Simning
| Idrottare     | Gren                  | Heat  | Heat      | Semifinal        | Semifinal        | Final            | Final            |
| Idrottare     | Gren                  | Tid   | Placering | Tid              | Placering        | Tid              | Placering        |
| ------------- | --------------------- | ----- | --------- | ---------------- | ---------------- | ---------------- | ---------------- |
| Eméric Kpegba | Herrarnas 50 m frisim | 27,67 | 80        | Gick inte vidare | Gick inte vidare | Gick inte vidare | Gick inte vidare |
| Adzo Kpossi   | Damernas 50 m frisim  | 33,44 | 79        | Gick inte vidare | Gick inte vidare | Gick inte vidare | Gick inte vidare |